# May Claerhout
May Claerhout (Pittem, 21 februari 1939 – Oostmalle, 7 november 2016) was een Belgisch kunstenares, bekend van haar beeldhouwwerken en schilderijen.

## Werk
Claerhout volgde geen kunstopleiding. Haar stijl wordt omschreven als naïef en ongekunsteld, verwant met volkskunst. Menselijke kenmerken worden regelmatig karikaturaal, humoristisch voorgesteld. Anderzijds zijn er ook zeer ernstige werken. Ze is vooral bekend van haar werken in terracotta en brons. Naast beeldend werk schreef ze een tijdlang cursiefjes voor Volksmacht, het toenmalige weekblad van het ACW.
Haar werk werd reeds op vele plaatsen tentoongesteld. In 1983 was er een tentoonstelling in het Europees Parlement te Straatsburg.

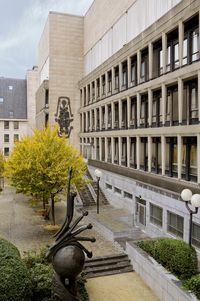
Algemeen Rijksarchief te Brussel met twee bronzen werken van May Claerhout: tegen de muur Ontstaan van het schrift en vooraan De geboorte van de mens.

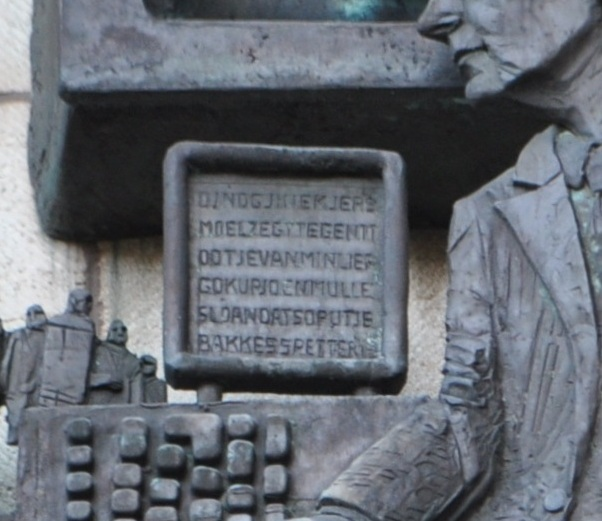
Detail uit Ontstaan van het schrift.

### Werk op publieke plaatsen
Meerdere werken van May Claerhout staan op publieke plaatsen:
- Europa: bronzen standbeeld van de godin Europa die het euroteken boven haar hoofd houdt.[7] Dit beeld staat in de Leopoldruimte aan het Europees Parlement te Brussel en werd in 1993 door de toenmalige premier Jean-Luc Dehaene geschonken naar aanleiding van het voorzitterschap van de Raad van de Europese Unie. Het werd mee bekostigd door de Vlaamse Regering.[8]
- Pater Damiaan: bronzen standbeeld van pater Damiaan dat zich bevindt naast (zuidelijke kant) de basiliek van Koekelberg.[9] Het beeld werd besteld door kardinaal Danneels voor de zaligverklaring van pater Damiaan door paus Johannes Paulus II in 1995. Het beeld werd gewijd in december 1994.[10] Elders staan nog andere Damiaanbeelden van haar hand, bijvoorbeeld voor de Mariahal te Scherpenheuvel[11] en in het Mariapark te Oostmalle.[12]
- Herdenkingsmonument voor Willem de Meyer, de oprichter van het Vlaams Nationaal Zangfeest: monument in steen en brons dat zich bevindt in het Te Boelaerpark te Borgerhout.[13] Het monument werd na zijn dood opgericht op initiatief van het Algemeen Nederlands Zangverbond.[14] Vele burgers droegen hiervoor bij. In 2008 ontstond beroering toen de districtsraad van Borgerhout bij monde van schepen Wouter Van Besien het advies gaf om het monument te verwijderen omwille van de te geringe beeldkwaliteit.[15] Na protest werd dit advies ingetrokken.
- De vijf continenten: bronzen beeldengroep die op bestelling van het ministerie van buitenlandse zaken geplaatst werd naast het restaurant van het ministerie.
- Ontstaan van het schrift: bronzen beeld dat bevestigd is aan de muur van het Algemeen Rijksarchief te Brussel. Met 8 meter hoogte en 4 meter breedte is dit het grootste werk van Claerhout.[16][17]
- De geboorte van de mens: 6 meter hoog bronzen beeld naast het Algemeen Rijksarchief; dit werk staat in de buurt van Ontstaan van het schrift.[18]
- In twee Antwerpse premetrostations hangen werken van May Claerhout in terracotta:[19] Metro in de stad (1975) hangt in station Opera en Stad, Stroom en Metro (1991) bevindt zich in station Van Eeden.
- In de Onze-Lieve-Vrouw-Geboortekerk te Schuiferskapelle bevinden zich twee bronzen, modern-expressionistische kunstwerken van May Claerhout: Het Laatste Avondmaal is een altaarstuk uit 1997, het tweede werk is een kruisbeeld uit 1998 dat aan twee zijden is uitgewerkt en op een wereldbol werd bevestigd. Beide werken werden aan de kerk geschonken door pastoor Vercruysse.[20][21]
- Bij de ingang van het gebouw van het ACV in de Nationalestraat te Antwerpen bevindt zich het grootste kunstwerk in terracotta van May Claerhout: het is 15 m hoog en 6 m breed.[22]
- In de Sint-Martinuskerk te Kerksken bevindt zich een bronzen kruisweg van Claerhout.[23]
- Voor het gemeentehuis van Ravels, gelegen in de deelgemeente Weelde, werd door het gemeentebestuur ter gelegenheid van de uitbreiding van het gemeentehuis in 2000 een kunstwerk van May Claerhout geplaatst. Het kunstwerk symboliseert de eenheid van de drie deelgemeenten Ravels, Weelde en Poppel.[24][25]
- In de kapel van het Theologisch en pastoraal centrum te Antwerpen bevindt zich een afbeelding van de Emmaüsgangers in terracotta van May Claerhout.[26]
- Langs de Herentalsebaan te Deurne staat een bronzen beeld ter herdenking van acteur Luc Philips uit 1995.[27]
- Aurora: 4,30 m hoog beeld in witte keramiek.[28] Het werd in november 2010 onthuld op het domein van woon- en revalidatiecentrum De Dennen in Malle.[29] Dit was het laatste grote werk dat de kunstenares maakte.
- In Malle bevinden zich op verschillende publieke plaatsen beelden van May Claerhout: in de wijk Schrobbershoek staat het beeld Schrobbers uit 1993, verwijzend naar de schrobbers (reinigers) die ten tijde van pest de woningen reinigden[30], op het domein de Renesse staat voor het koetshuis het beeld De wandelaar uit 1997[31], voor pastorie St. Martinus staat het beeld Den Tieter (bijnaam van Leona Smits, een plaatselijk volksfiguur) uit 1999[32], aan de Scherpenbergmolen staat De molenaar[33] en aan De Speelhoven staat De paapgooier (verwijzend naar het volksspel paapgooien) uit 1998.[34]

## Erkenning
In 2010 ontving May Claerhout de prijs "Pastoor Jac Pil", een culturele prijs van het Davidsfonds te Lint.

## Privé
May Claerhout was de zus van beeldhouwer Jef Claerhout.

In 1962 trouwde ze met Armand Storms en samen hadden ze drie kinderen. Ze overleed op 77-jarige leeftijd in Oostmalle.

## Over May Claerhout
Jan Veulemans publiceerde in 1977 een fotoboek over May Claerhout: De kunst van May Claerhout, poëtisch ingelijst door Jan Veulemans, Brussel, Arcade, ISBN 9782800501192.